# 福特野马 (第五代)
第五代的福特野马是由福特于2004至2014年在密歇根州弗拉特洛克市的弗拉特洛克市装配厂建造的小马车。第五代的野马始于2005年，然后于2010年接受了改造。最初的设计是由Sid Ramnarace于2001年底设计并于2002年最终确定中，第五代野马的设计是预览于在2003年底特律车展首次亮相的两个试制概念车。S197计划开始发展于1999年并由总工程师Hau Thai-Tang执行，不久后的1998年就推出了“New Edge”SN-95换装。从1999年下半年，设计工作就由J·梅斯执行执行，设计冻结后就总结于2002年7月。第五代野马包含了很多变种车，包括了：野马GT加利福尼亚特别版、谢尔比野马、布利特野马，以及老大302野马。

## 前期制作的概念版

### 2003年的福特野马GT概念版，2003年的GT敞篷车概念版

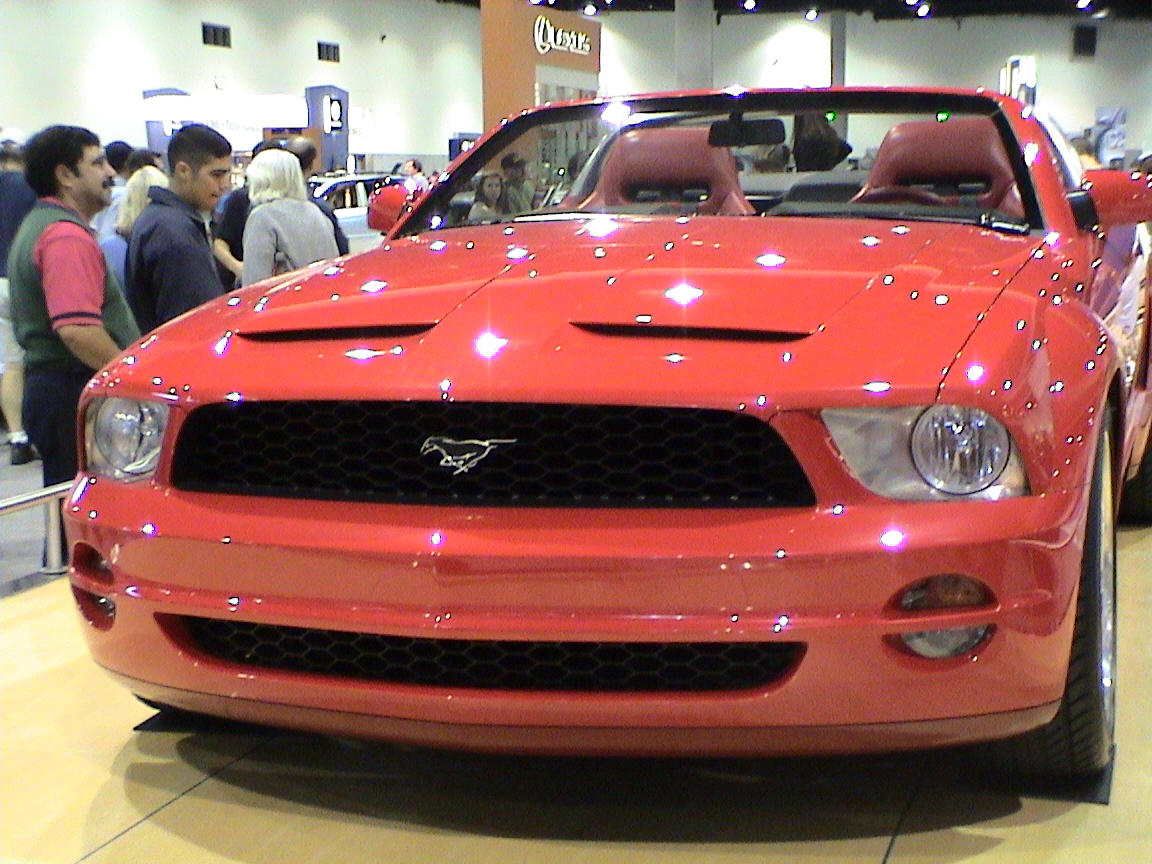
第五代野马敞篷车概念版

这两辆试制概念车开发于2002年2月到11月间，一辆敞篷版和一辆轿跑版的车型。这两辆概念车由福特介绍于2003年1月5日的底特律车展。
红线红色金属福特野马GT敞篷车概念版包含了钢坯铝饰板轮辋、20英寸的轮毂、13.8交叉钻孔Brembo刹车器、红色和木炭真皮内饰与穿孔面座椅靠背、5前速自动钢坯铝变速器，还有4点赛车式安全带和仪器仪表。
钨银色福特野马GT轿跑车概念版则包含了玻璃屋顶和功能引擎盖勺，还有用坯铝硬件重音做成的红色和木炭真皮内饰以及能够生产将近400匹马力的增压 MOD 4.6升引擎。
其他与其一同出现在车展的概念车有凯迪拉克十六、阿斯顿·马丁V8华帝和道奇战斧；AutoWeek杂志称这台概念车为“车展上最显著的汽车”。
最终这些概念车在2009年巴雷特 - 杰克逊棕榈滩拍卖会上拍卖，成交价为每辆17万5千美金。

### S-197概念车
福特于下一年的底特律车展中介绍了参照了2003年概念车重新设计的野马，这台车的代号为“S-197”。其汽车平台为2005年车型的D2C平台。在总工程师Hau Thai-Tang和外观造型设计师Sid Ramnarace的开发下，从第一代1964-1970年野马为第五代野马汲取灵感。福特汽车设计高级副总裁J·梅斯的设计美学被形容为“复古未来主义”。

## 初始发行

### 野马（V6）

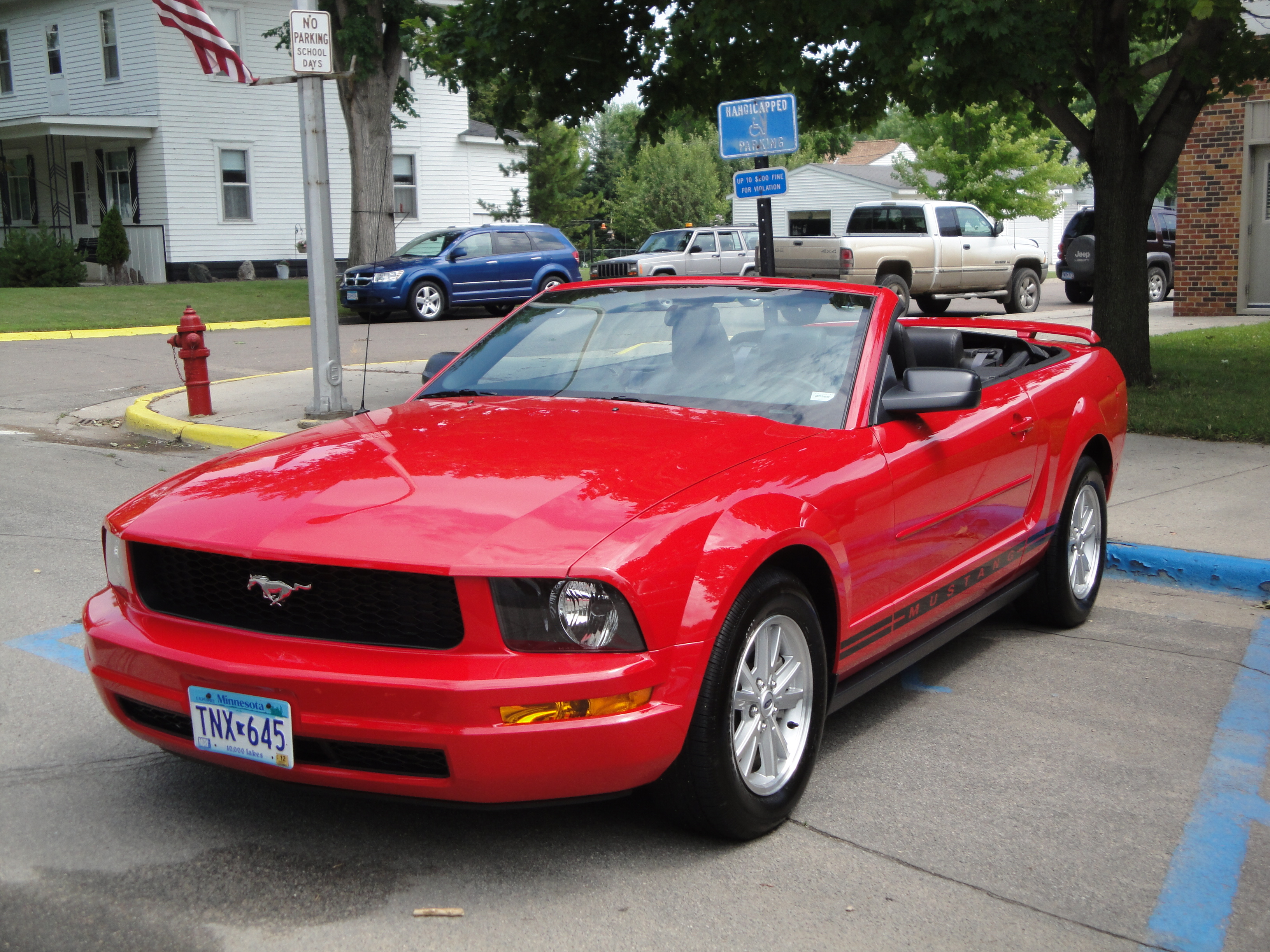
2005–2009福特野马V6敞篷版

2005年的野马的于2004年9月7日开始生产。美国市场推出和客户输送则开始于2004年10月底。2005到2009年的野马搭载了福特的铸铁块4.0升SOHC科隆V6引擎取代了2004年和其他旧车型所使用的3.8升OHV埃塞克斯V6引擎。此引擎能在5300转速时产生出10马力（157千瓦）和在3500转速时40磅·英尺（325 N·m）的扭矩。除此之外，2005-2009年的野马搭配了标准的Tremec T-5的5前速手动变速器和福特的5R55S5速自动变速器两种选择提供。两种变速器的标准最终传动比是3.31：1。在由Motor Trend进行的与庞蒂亚克G6敞篷车的对比测试下，装配了自动变速箱的野马V6敞篷车能够在7.3秒内从零到每小时60英里（每小时96公里）加速；比2006年的庞蒂亚克G6快了1.4秒
野马有着一个“L”字形倒档控制装置的麦弗逊前支柱式悬挂。野马后悬架是一个新的三连杆系统，这个系统有着一个控制轮轴的垂直和横向移动的潘哈德控制杆。尽管此主动轴的后悬挂操控不是很好，但提供了较好的成本和重量，以及更昂贵的独立后悬架。尽管如此，福特因决定把主动轴装备在第五代野马而被汽车新闻界严厉批评。在记者招待会中，福特表示包含独立的后悬挂的野马的汽车展厅价格会增加5,000美金。
2005年款的野马的标准装置包含了电动车窗、双电动后视镜、带有遥控无钥匙进入的电动门锁、前气囊、带有CD播放机的AM / FM音响、16英寸的彩绘铝合金车轮，以及比前代野马更大的制动盘与前双活塞卡钳。有些选择包含了福特的MyColor（包含在车内升级套件的颜色配置仪表盘）、拉丝铝面板（同样包含在车内升级套件中）、有着6碟兼容MP3的CD换碟机的福特振动器500（能输出500瓦特峰值）或振动器1000（能输出1000瓦特峰值）高级音响系统、真皮表面座椅、六向电动可调驾驶员座椅、以及有着牵引控制的4通道防锁刹车系统（GT车款的标准配置）。这些年的所有野马GT和敞篷车有着白色环节的后面倾杆；这个倾杆的直径有不同选择，分别是：18毫米、19毫米、20毫米，或22.4毫米。从福特替换的这些连杆都是黑色或氧化物涂覆。
截至2007年，所有的2008年款野马都含有大豆衍生材料的座椅，这些都是联想自亨利·福特的创意。
Ford Sync一体化车载娱乐系统则是在2009年的车款上作为经销商安装套件而已。
许多新的选项和标准功能也在随后的几年相继推出，包括了小马套件（2005年）、由先锋公司所制作的DVD装置GPS导航系统（2006年后期）、电动乘客座椅（2006年）、可加热座椅（2006年）、Sirius卫星收音机、只有V6车款才有新平底扰流板（2006年）、标准的侧边安全气囊（2007年）、高强度气体放电灯（2007年）和车内周围照明（2007年）。车内周围照明套件是由电致发光组成，这个套件给了驾驶者为组合仪表、音响系统和气候控制显示器选择各种不同颜色的能力，灯光光发射自脚部空间的顶部与后座下方。
2009年，福特推出了新的玻璃车顶选项。此选项（介绍价格为1,995美金）实际上是在价格和功用上与普通轿跑版与敞篷版分开来的完整车顶天窗。

#### 小马版套件

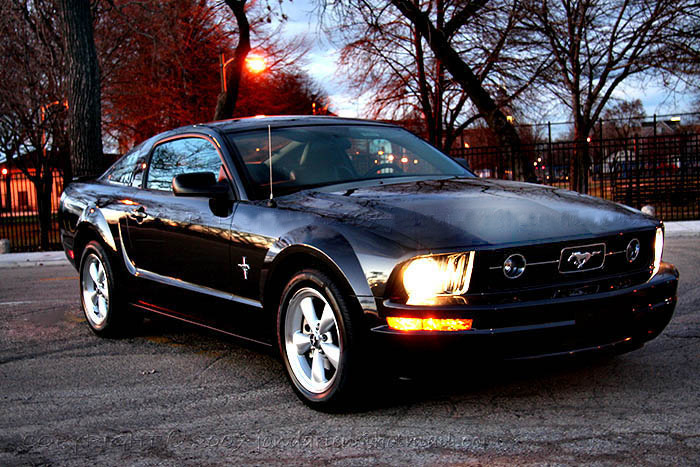
包含了小马版套件2007年款福特野马V6轿跑车

野马V6在2005年初期就有了小马版套件。这个套件选项包括了源自野马GT的升级版悬挂、包含了较宽轮胎的17英寸车轮（原本只有野马GT才有）、有着雾灯的独特设计进气格栅、车位扰流板、独特的车门条纹与标志。 后期的小马版套件的版本也包含了不锈钢排气管和电动司机座椅。

#### V6外观版套件
福特自定义配件部队于2007年位于拉斯维加斯的SEMA车展上介绍了V6外观版套件。这个套件包含了一个已升级的悬挂、额外的内部装饰和一个有着雾灯的格栅。 V6外观版套件2008年提供，价格为$2,398，这个套件推广一个额外的动力单元FR1（来源于布利特85毫米冷进气口，True Dual排气用的X管和布利特消音器、Pro-Cal的手持式调谐器和一个福特赛车性能机油滤清器），控制包FR3（冲击/撑杆、前部和后部的防倾杆、V6的降低弹簧和V6的撑杆塔顶平衡拉杆）和一个短投距变速杆。

### 野马GT

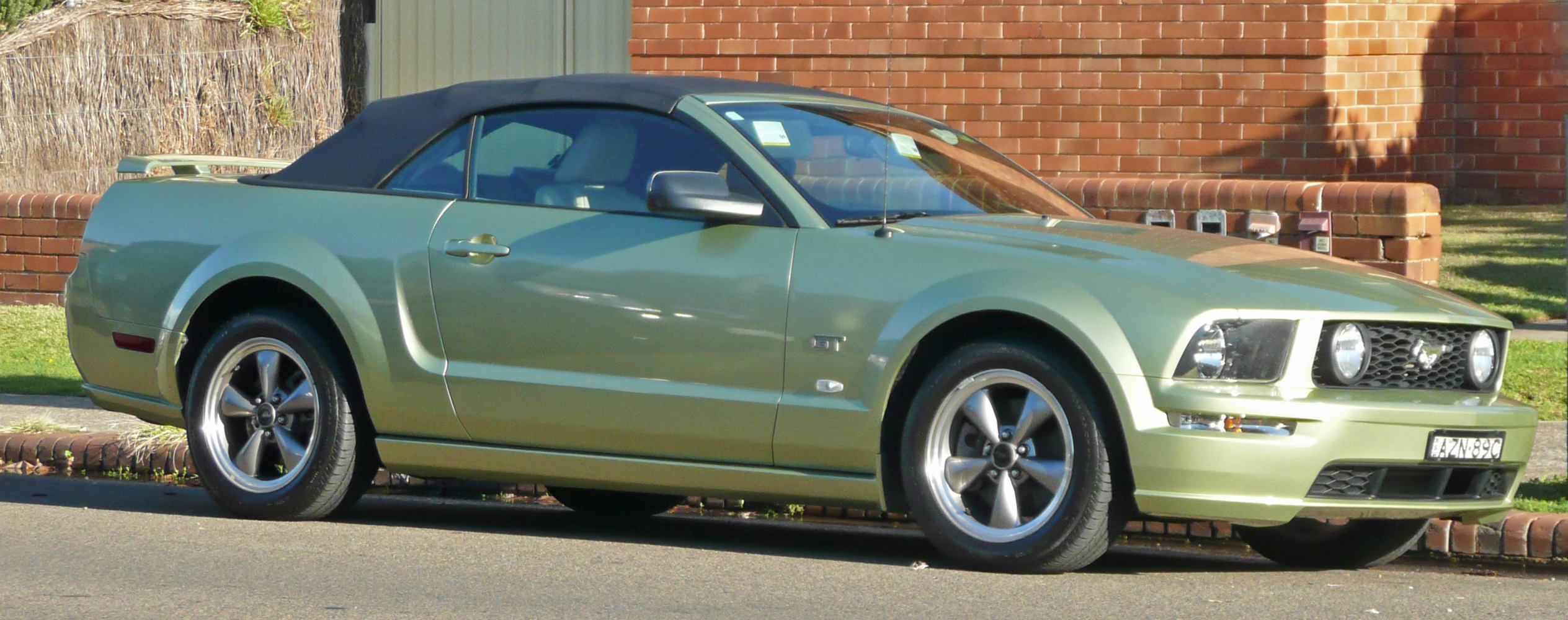
2005–2009年款福特野马敞篷版

野马GT配置了一个有着可变凸轮正的全铝制4.6升3阀SOHC模块化V8引擎与更加坚固耐用的Tremec TR-3650变速器。该引擎能够在每分钟5750转生产出300匹 马力 (224 千瓦)以及在每分钟4500转生产出320 磅·英尺（433 牛顿·米）的扭力。从静止到加速至每小时60英里需4.6秒，野马GT在能够以12.8秒@每小时108英里完成四分之一英里测试。 野马GT也有装置了有着曾用在2003-2004年款SVT眼镜蛇和2007年款谢尔比GT500的相同的碳纤维离合器盘的限滑差速器。在差动方面采用了31花键轴和8.8英寸的环形齿轮。2005-2006年款的手排野马GT的标准最终传动比为3.55：1。自2007年款推出后，标准最终传动比为3.31：1，而出厂安装选择3.55：1传动装置。2005-2009年款的自排野马GT的最终传动比则为3.31：1。
野马GT采用了更硬，更好操控的标准悬挂、更大的12.4英寸前刹车片（相对于V6野马使用的11.4英寸刹车片）、有着牵引力控制系统的标准四通道ABS、两件式驱动轴、不锈钢双排气管、标准的格栅式雾灯和有着可选的18英寸轮圈的17英寸轮圈。

#### 谢尔比GT与GT-H
2006年款的谢尔比GT-H与后期的谢尔比GT都是基于野马GT车型所建造，但是由卡罗尔·谢尔比国际公司改建并装置了福特赛车进气口、性能调整和升级版的排气系统。
谢尔比GT-H是赫兹租车车队车辆，其根源可追溯到1966年的谢尔比GT350-H。GT-H的烤漆选择只有一种，就是赫兹汽车的黑底双金纹。GT-H包含了一个钢坯铝格栅、有着功能引擎针脚的谢尔比引擎盖、还有后来被用在谢尔比GT和GT/CS车型的前后面板。GT-H附带了一个动力单元，其中包含了冷气进气口、修改后排气系统和定制的性能校准，功率可提升至319匹马力（238千瓦）和330磅·英尺（447牛顿·米）的扭力。GT-H也包含了操控包，其中包含了已降低的弹簧、改进的减震器、防倾杆、支撑塔架和福特赛车的3.55：1的比例后轴部件。 在2006年共有500辆GT-H被赫兹租车订购，而有500辆敞篷版于2008年公布。

#### 加利福尼亚特别版GT

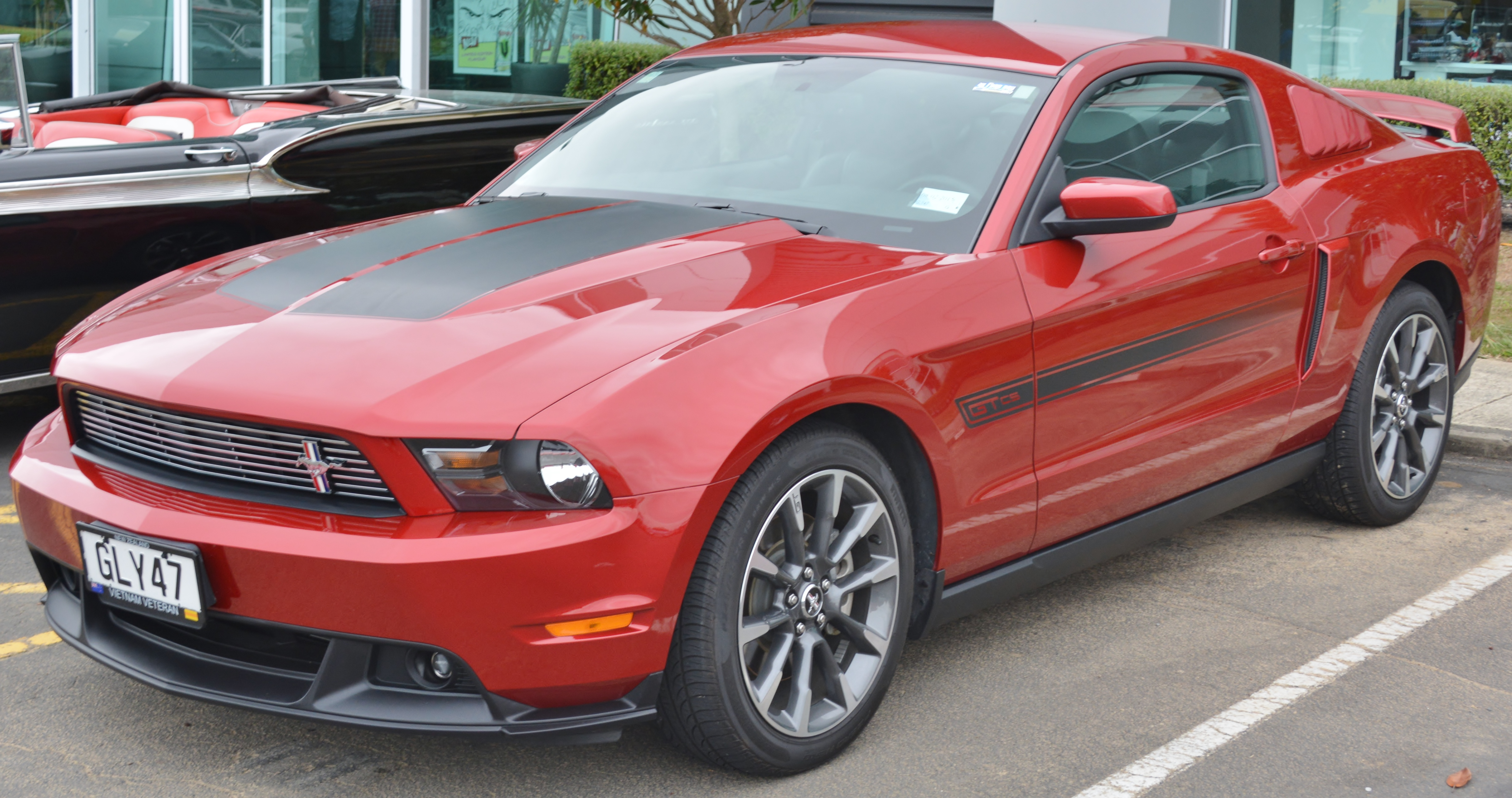
2007福特野马GT加州版

福特于2006年介绍了GT的加利福尼亚（英语简称GT/CS，下文将以“加州GT”简称）套件，这个套件源自于1968年原版的加利福尼亚特别版野马。加州套件增加了18英寸的抛光铝合金轮圈、非功能侧勺、以及独特的乙烯基条纹的更换侧面GT标志。加州GT也包含了一个比较不同有着扩散器的前脸和后帷幔，这方面在谢尔比GT上能发现到。加州GT的前脸离地面的长度比原版GT还要低多1.5英寸。内部升级包含了野马标示的地板垫，而颜色选择方面只有皮革颜色选择。2007年的GT外观版套件则增加了引擎罩、排气管、引擎盖。
2010年，加州GT以野马GT的可选项重新介绍。黑色的“GT/CS”条纹消退至侧勺。前脸以用在2011年款老大302的加工前脸雾灯所取代。后扩散器则是以谢尔比GT500的所取代。同时，黑色乙烯基的后行李箱和机翼扰流板也是取自谢尔比GT500。2010年款的加州GT使用了印着GT标志银色轮辐的轮圈。车内的明亮仪表板以黑色碳纤维处理取代，而碳纤维的门片和真皮座椅图案也添加至加州GT。GT/CS标志也印在了碳纤维仪表板和地板垫。加州GT的前格栅是位于司机座位旁的V6风格小马标志的拉丝铝合金坯（2012年，又以黑坯取代）。后桥齿轮的选择是3.31、3.55，或3.73。

#### 2008-2009年的布利特

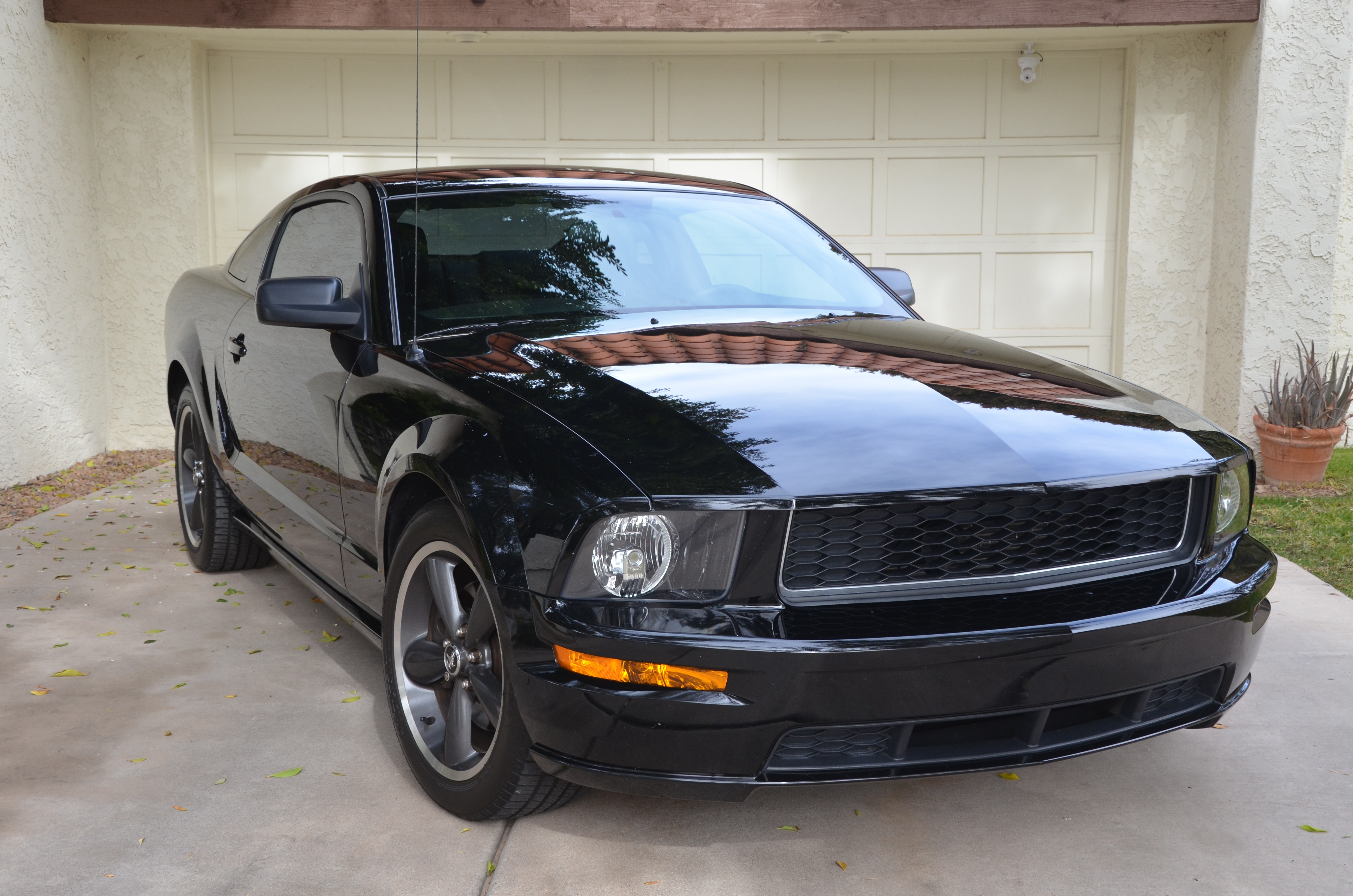
2008年的野马布利特

野马布利特回归于2008年2月，其最后车型生产于2001年。此车让人想起史蒂夫·麦奎因在1968年的电影《布利特》所驾驶的黑暗高地绿色GT-390快背式野马。此车有黑暗高地绿色与黑色的外观颜色选择，但没有扰流板与GT标志的挡泥板；行李箱盖上的人造气帽置换为特有的布利特版本。布利特野马也装配了野马GT的标准雾灯，但配备了凸显出铝制口的特别设计无小马标志进气格栅。除此之外，还有与刹车卡钳匹配的暗银色灰色的18英寸铸铝欧罗法兰轮圈以及取代野马GT标准的英寸排气管的更大的3.5英寸排气管。虽然侧部的季度窗口格栅（如图所示）非标准配备，但很多车主将其装置因为此装置类似于1968年的野马快背车。
布利特配置了野马GT的铝制4.6升单顶置凸轮轴V8引擎。其配备了冷气进气口、改进的引擎校正，以及模仿电影《布利特》的野马设计的修改后的排气系统。布利特的能量输出为每分钟6000转生产出315匹马力（235千瓦）以及每分钟4250转生产出325磅·英尺（440牛顿·米）扭力，布利特的引擎红线提升至每分钟6500转（标准野马GT原为6250转）。至于优质级版，虽然自适应火花点火系统能使引擎接受普通级汽油，但布利特推荐了91辛烷值或更好的汽油。布利特的燃料总输出相同于任何燃料，但引擎采用优质燃料时会提供一个平坦的扭矩曲线。布利特配置了野马GT所使用的Tremec TR3650 5前速手排变速箱，但布利特配置了3.73：1比例的重型后轴（此后轴也用于谢尔比GT500KR），相对于野马GT的3.31:1或可选的3.55:1。布利特的悬挂比标准的野马GT更进步，采用了更硬的弹簧、支柱和同时降低6毫米汽车行驶高度的正面装饰支撑塔。。大部分的野马布利特组件都可以在售后改装成早期S197野马GT，但使用的一些部件都标以布利特的标志以示其真实性。
2009年的野马目录注明了布利特套件可在手动变速器野马GT优质级版轿跑车作为常规生产的选择；相同的颜色则有所限制。

#### 45周年纪念版（2009年款GT）

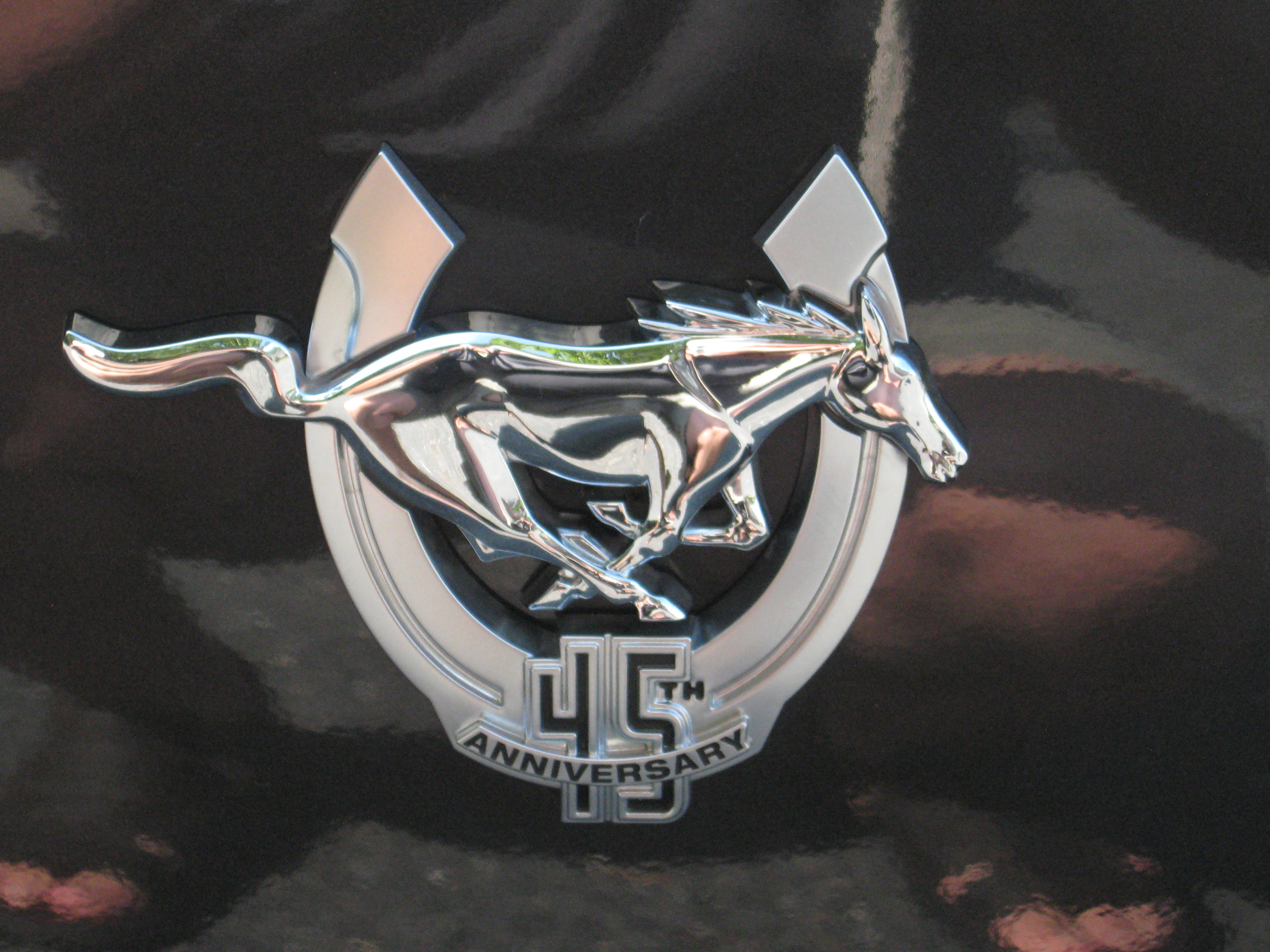
2009年款野马GT的45周年标徽

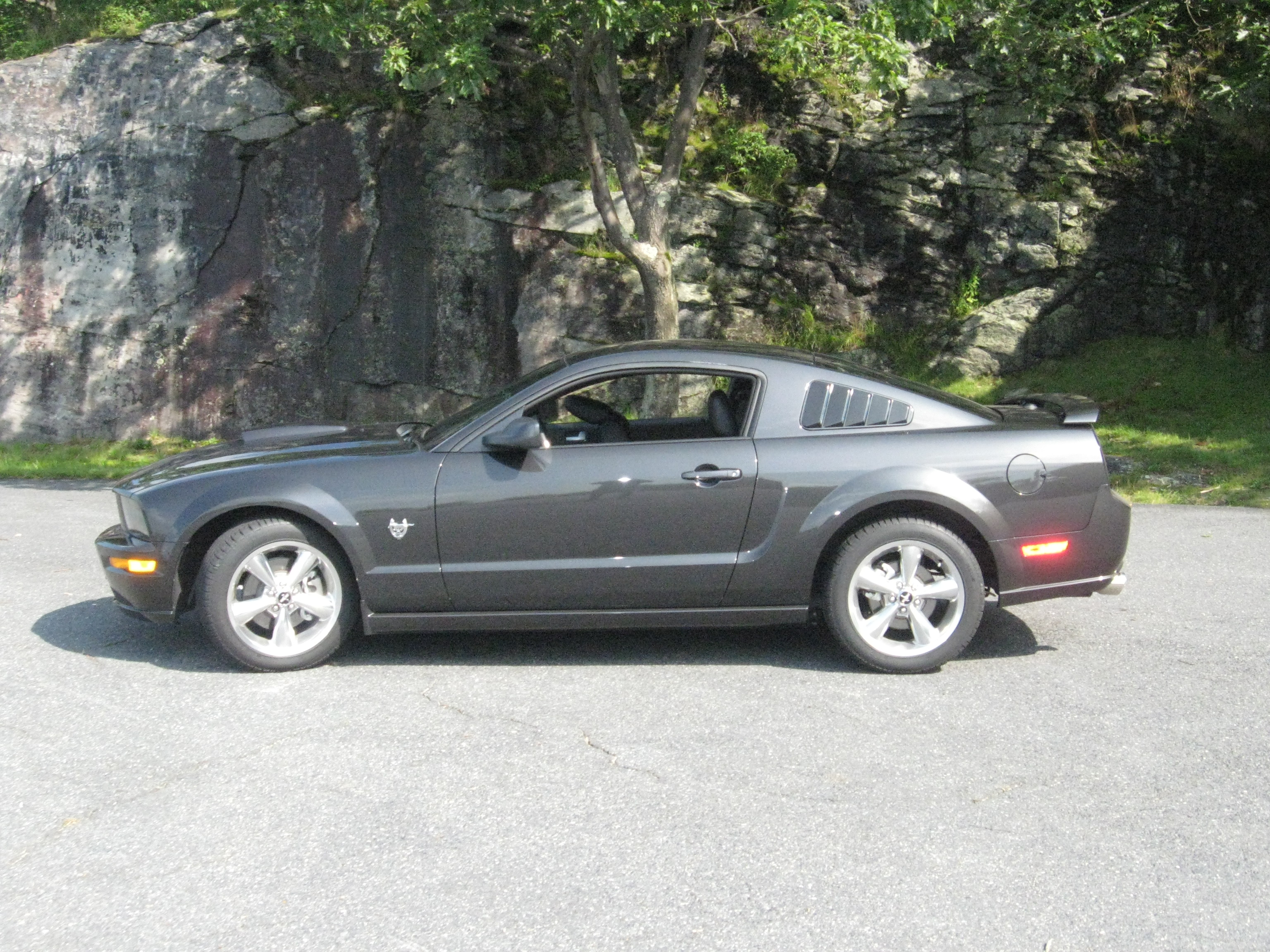
2009年款野马GT45周年纪念版（配置自定义季度百叶窗）

2009年野马的特点包括了玻璃车顶选项，以及特殊的45周年纪念标徽，以纪念原版野马推出于1964年。共有总共有46420辆45周年纪念版建成。 卫星广播为优质版内饰车型标准配备，而豪华版不再用于标识基本款车型。此车款有与基本GT相同的引擎和功能设备。2009的45周年纪念版配备了45周年纪念版野马柯尔特徽章。45周年纪念版包含了可选的引擎罩与抛光不锈钢排气管套件、后扰流板、标准的环境照明封装、其中包括与车辆在不增加成本的价格以及可选的17英寸抛光铝合金轮圈（17英寸的轮圈为标准但自2007年本年款年份的银色的5辐轮圈）。

#### 艾科卡银45周年纪念版（2009年半版GT）
2009年的艾科卡银45周年纪念版也是纪念福特野马45周年的版本，生产了45台。此车的名字源于参与开发和引进福特野马的李·艾科卡。此车为Michael Leone所设计并由 总部位于加州的Gaffoglio家庭Metalcrafters车身公司建造。45辆中1辆艾科卡银以$352,000的价格拍卖。

### 谢尔比GT500（2007-2009年款）

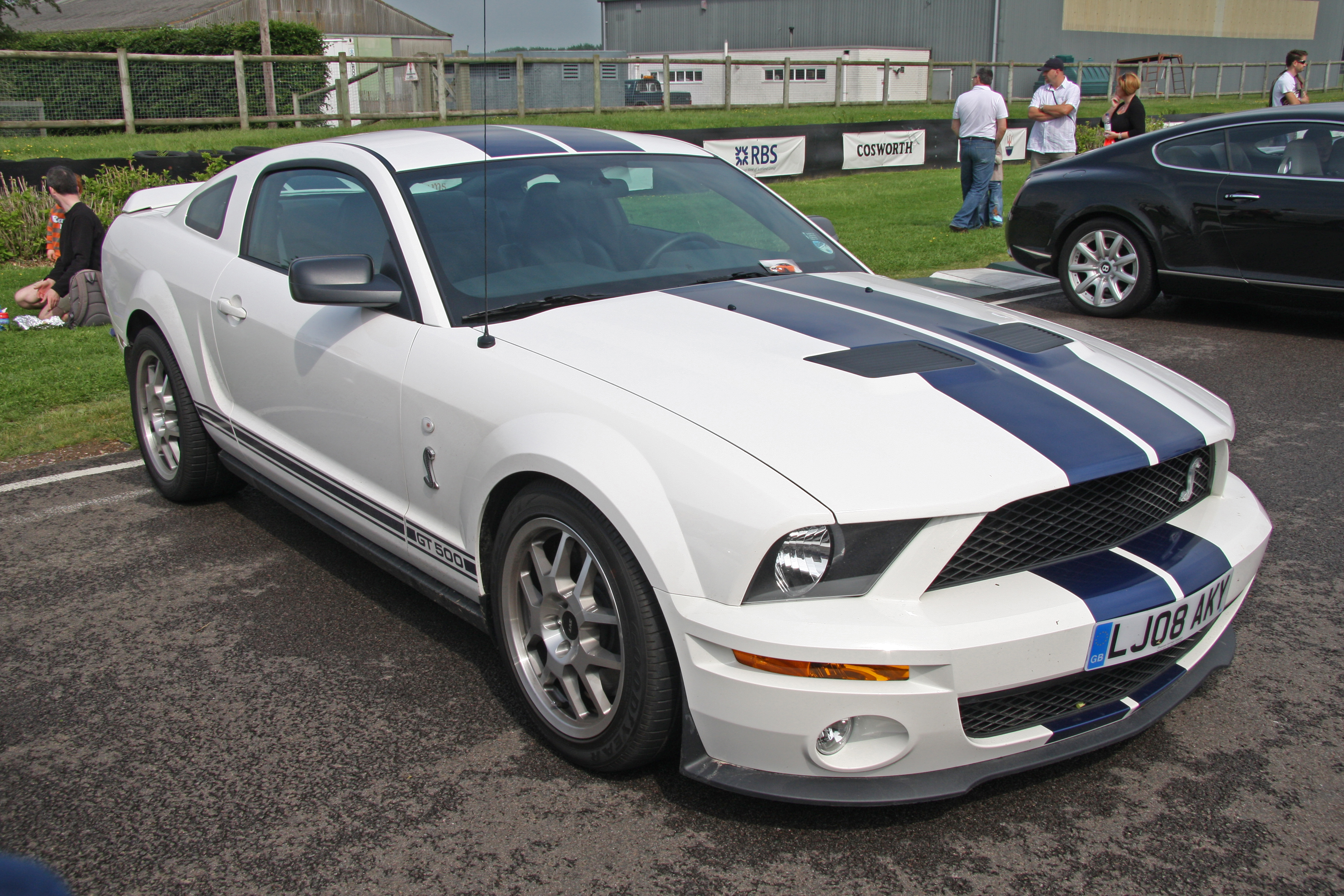
谢尔比GT500

福特的特种汽车部队（SVT）于2007年推出了谢尔比GT500，2003-04年野马SVT眼镜蛇的后续车型。谢尔比GT500共用了野马V6与GT一样的基本设计特征。GT500保留了与野马V6和GT本相同的主动轴后悬挂设置，其具有些轻微增强的耐用性，如加厚钣金件的支持和额外的焊缝，以及重新设计的支柱塔，以容纳较宽的引擎。GT500配置了5.4升32阀DOHC V8引擎，具有铁块与铝制头，能在每分钟6000转输出500匹马力（373千瓦）并在每分钟4500转输出480磅·英尺（650牛顿·米）的扭力。除此之外，GT500也采用了3.31：1后轮驱动比例的Tremec TR6060六前速手动变速箱。车轮方面，配置了18×9.5英寸P255/45ZR18前轮胎和P285/40ZR18后轮胎。前刹车配置了具有铝制四活塞卡钳的Brembo4英寸刹车片，后刹车则配置了具有单一活塞卡钳的11英寸刹车片。
GT500未能未能满足一些汽车记者的预期。. 如Car and Driver magazine,虽然赞扬了GT500充足的马力和相对平稳的驾驶，但批评了其测试车的重量以及特别是前鼻的重量分布57.7％和后部的42.3％（相对于他们测试的手排GT的前鼻部52.5%的和后部的47.5%）。 然而，尽管对于其缺点的意见，Car and Driver在他们的2007年的“闪电圈”在弗吉尼亚国际赛车场进行道路测试，发现了GT500在赛道上表现的单圈时间为3分钟5.9秒，仅仅亚于保时捷911 Turbo（3分钟5.8秒）且快过莲花Elise（3分钟9.3秒）、保时捷Cayman S（3分钟9.5秒）和宝马M6（3分钟又10秒）。

#### 谢尔比GT500KR
作为2008年首次亮相并于2009年生产，谢尔比GT500KR（“KR”为“King of the Road”（道路之王）的缩写）向原1968年同名的谢尔比野马致敬。共有1011台GT500KR（包括原型）于2008年生产，另外又有712台于2009年生产。GT500KR的特色是超过标准GT500的新型元器件和性能增强。GT500KR的引擎进行了调整，能在每分钟6250转生产出540匹马力（403千瓦）并在每分钟4500转生产出510磅·英尺（691牛顿·米）的扭力，比标准的GT500多增加了40匹马力和30磅·英尺的扭力。GT500KR的后轴有3.73：1的比例。为了改善操控性，并帮助抵消了汽车的前重的重量分配，GT500KR配置了福特赛车的支撑塔、独特的调节支柱、震动和弹簧。GT500KR使用了碳纤维引擎盖和修订后的排气系统，其总重量比标准的GT500轻了22磅。

### 配置引擎
| 车款                            | 年份      | 马力，扭力@每分钟转速                |
| ------------------------------- | --------- | ------------------------------------ |
| 野马（4.0升 V6）                | 2005-2012 | 210匹马力@5300，240磅·英尺扭力@3500  |
| 野马GT（4.6升 V8）              | 2005-2009 | 300匹马力@5750，320磅·英尺扭力@4500  |
| 谢尔比GT500（5.4升 机械增压V8） | 2007-2009 | 500匹马力}@6000，480磅·英尺扭力@4500 |
| 野马布利特（4.6升 V8）          | 2008-2009 | 315匹马力@6000，325磅·英尺扭力@4250  |

### 赛车
在越野赛中，S197 谢尔比GT野马在2007至2009年赢得了F原装车等级SCCA专业梭罗冠军。
野马赢得了在2008与2009年的Grand-Am Koni挑战中赢得了车手、车队和制造商总冠军。
2009年，野马也赢得了SCCA专业赛车世界挑战赛GT的头衔。Blackforest赛车运动已经进入了劳力士跑车系列GT类别的野马。

## 2010年的小改款

### 2010年的野马
2010年的车型先于2008年11月18日的洛杉矶国际车展上亮相。生产则开始于2009年1月12日，而开始销售于2009年3月。2010年的野马为2005 - 2009年款的修订，保留了原本的D2C平台。设计和开发的工作开始于2005年，2006年时设计师乔治·萨勒达奇斯的外观设计提议被选中，还有Robert Gelardi根据S-197首席设计师Doug Gaffka的内部提案也被提出。随后Doug Gaffka根据2006年MY2010设计选型在2006年立即成为2008-2009布利特和GT500KR的设计负责人。2006年底的生产造成外观设计作了大量更新从而获得更好的空气动力学性能（福特宣称阻力系数在V6车型降低了4％以及GT车型降低了7％，并且前气动升力在为V6车型减少了37％而GT车型减少了23％。）。外观的具体修改包括了重新设计的野马标志、一个集成了转向灯的新前大灯设计、新的轻薄倒车镜设计、突出的“powerdome”引擎盖，以及修订三透镜的尾灯以及能顺序闪烁转向指示的LED指示灯。另外，2010年的野马使用了比2005 - 2009年款更小的雾灯，虽然还是安装在车子的进气水箱罩。V6车型的雾灯（为首先介绍于2006年小马版套件的经修订部分）都安装在水箱罩下方的下方的下面板。收音机天线已经被转移到车子后部而行李箱锁方面已不再使用钥匙孔，取代而至的是遥控行李箱开启。尽管有大量变化，但2010款的野马的整体外形尺寸几乎与2005 - 2009年的车型相同。
野马的内饰进行了修订，具有较高质量的热塑性烯烃表面，提供真正的铝装饰，并提高适应和完成。新的设计从以前车型的线性性质移走。Ford Sync娱乐系统已作为可用出厂安装选项，只有基本款没有。
这一代的野马为第一个在日本对外部照明修改以符合日本政府规定的左手驱动形式出售的野马。

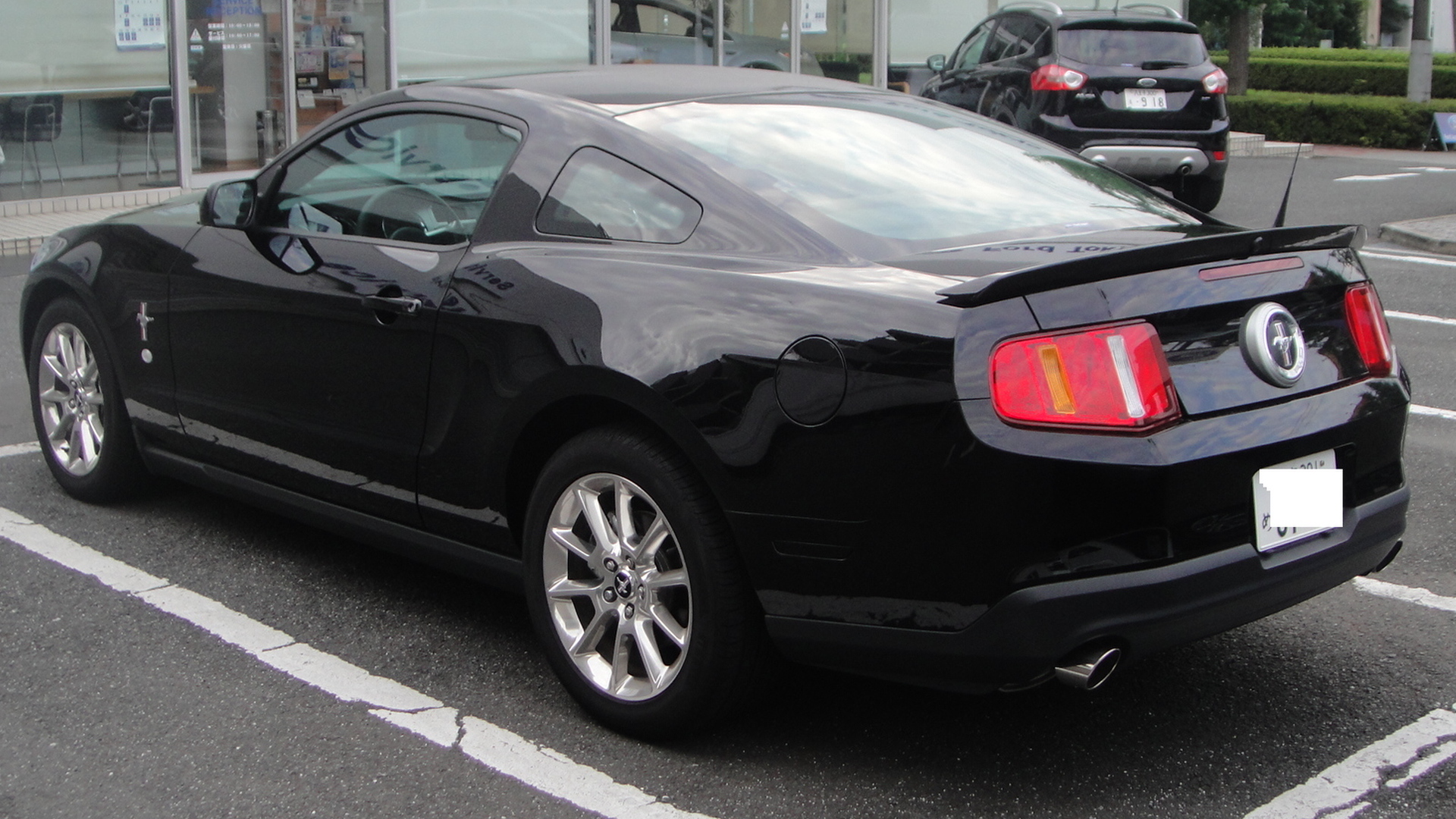
删除侧标志灯的日本市场野马，黄色而不是红色的后转向信号灯，以及前挡泥板侧转向信号中继器

野马标准的引擎为4.0升的科隆V6引擎并配对了博格华纳T-5手动变速箱或可选的福特C35前速自动变速箱。这款V6引擎的动力系统来自于2005 - 2009年的野马。虽然2010款的野马V6保留了单一的排气口，但排气口的尖端直径已经增加了的二分之一英寸到三英寸。2010年的野马包括新的弹簧刚度和减震器以提高乘坐质量控制以及福特AdvanceTrac牵引力和稳定性控制系统标准。新标准的基本款野马配置了7英寸的喷漆铝合金轮圈，而18英寸的轮圈仍然为可选轮圈（除V8车款外，因18英寸的轮圈为默认安装）。2010款野马其他新的可用功能和选项包括了Ford Sync娱乐系统、双区自动气候控制、Sirius Travel Link的更新导航系统、无盖加油口、备份辅助的倒车摄像系统，以及升级版小马版套件。

### 2011年和2012年的野马
野马配置了时效的4.0升的V6，此引擎自2005年就与福特Duratec 37引擎3.7升 双顶置凸轮轴V6替换。不同于早期版本的引擎，新野马V6配置了双独立可变凸轮正（Ti-VCT）、真正的双排气管、相比于上一版本V6的单一出口排气管）；这款引擎能在每分钟6500转生产出305匹马力（227千瓦），并在每分钟4250转280磅·英尺（380牛顿·米）扭力。
升级后的动力系统因新的变速器所致而能够达到一部分的燃油效率。使用福特共同开发的标准格特拉克MT826速手动变速箱，野马被美国国家环境保护局评为能在城市路况达到19 mi/US gal（12 L/100 km；23 mi/imp gal）而在高速路况能达到29 mi/US gal（8.1 L/100 km；35 mi/imp gal）。而新变速器选项福特6R60 6前速自排则能在城市路况达到19 mi/US gal（12 L/100 km；23 mi/imp gal）而在高速路况达到31 mi/US gal（7.6 L/100 km；37 mi/imp gal）。相对于之前的3.31：1比例轴，新标准的2.73：1比例的限滑差速器后轴更省油。而3.31：1比例轴仍然是2011年野马的性能选项。
2011年野马于2010年夏季开始提供V6性能套件。这个套件包含了标准的3.31：1比例后轴、较硬悬挂调校、19英寸轮圈与高性能轮胎、支撑杆，以及注重性能的电子稳定控制系统校准。
2011年野马做出其他的，非动力系统相关的升级包括耐世特汽车耐世特电动助力转向（EPS）系统，上拉漂移补偿和活性四位控制、2010年野马的普通空气动力学与改进过的NVH（噪声，振动和声振粗糙度）、数字消息/信息中控台、集成到汽车侧视镜的盲点后视镜、通用的车库门开启机、每小时160英里的速度表，以及MyFord的MyKey可编程汽车钥匙技术。

### 2012年的野马眼镜蛇喷气车
福特建造并出售了特别的生产的野马——眼镜蛇喷气车（基于20世纪60年代和70年代的车型制作），眼镜蛇喷气车限量销售50台。眼镜蛇喷气车非街道合法，但仍然归类为量产车。直线竞速赛车手驾驶了他的完整库存车并记录了0到60加速需1.52秒，0到100加速需3.26秒以及取得了在1/4英里加速里用了7.848秒@每小时174.4英里，加冕了眼镜蛇喷气车为世界上最快加速的量产车，在近一个完整的第二类打败了布加迪威龙与阿里尔原子V8。此车介绍于2008年，并利用了福特的5.4升模块化机械增压版V8引擎。而2013年及后期的车型则使用了福特的郊狼5.0升引擎。这两款引擎可以以自然吸气和机械增压的版本所购买，配置这些引擎的库存车都能产生出430-800匹马力并有3500磅重。这款车还采用了特殊的赛车内置C43前速自动变速箱，该变速器曾在1960年代的原版野马中介绍过。喷气车的后轴也是使用相当有名的，即多年来所应用的福特9英寸后轴。

### 2013年的野马

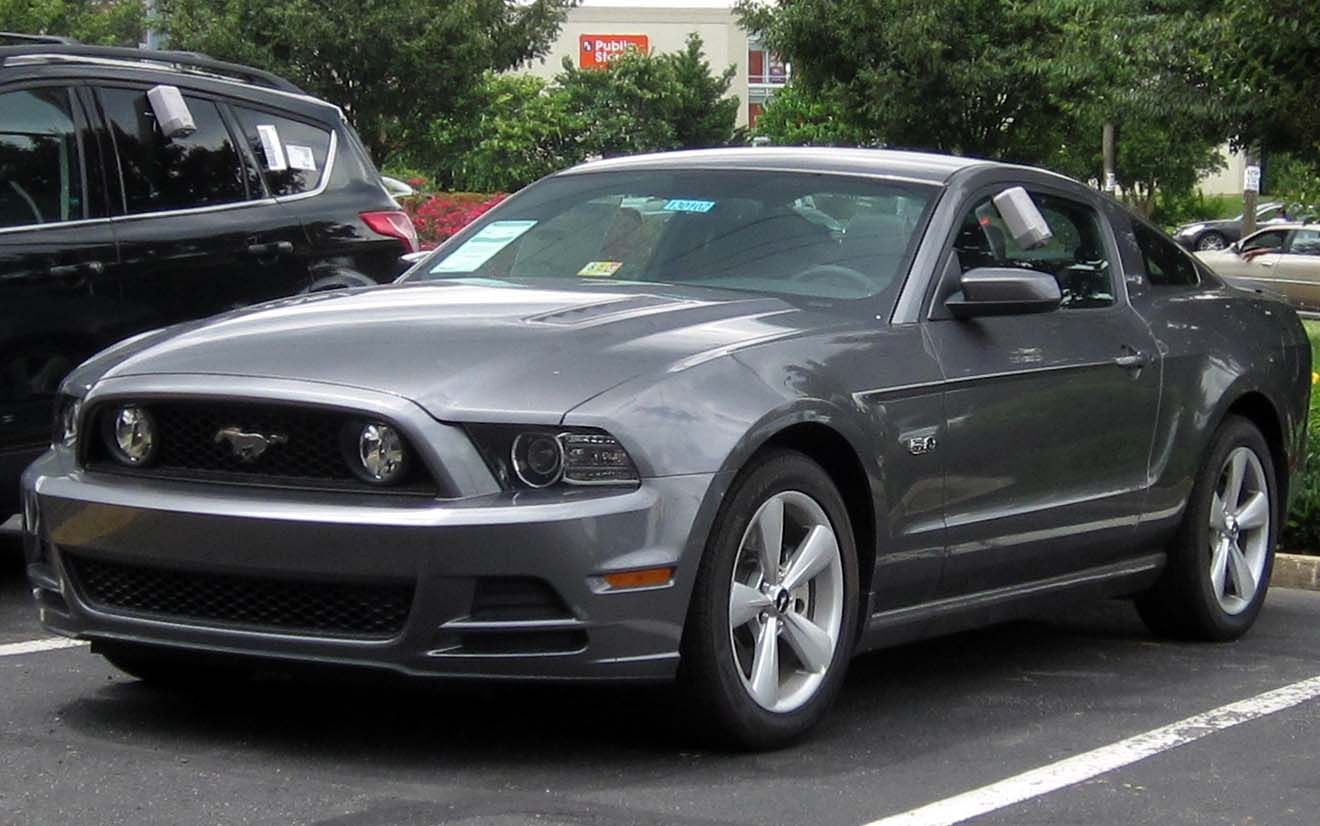
2013年福特野马GT 5.0轿跑车

2009年至2010年，第二代的S197发展了进一步的更新。在2010年下半年时期的设计（由Robert Gelardi执行）被冻结，与其原型在2011年5月被首次发现。而福特于2011年11月2日推出2013年的野马。2013年的野马的外观采用了已更新的更大进气水箱罩的全新前脸、标准的HID大灯以及与大灯透镜相邻的两个LED口音条。配备了小马套件的车型提供了安装在能投影出野马影像侧视镜的LED照明，18英寸的车轮，以及较低价的雾灯。在车后，LED尾灯里包含了连续式方向灯（如同于2010-2012年的野马）与集成了高位刹车灯的反指示灯。行李箱盖包含了统一在黑色面板左右尾灯的黑色面板。2013年的野马还提供了新的车轮设计。
内饰方面，福特在优质版车款上提供了位在时速表与转速表之间的4.2英寸显示屏。该显示屏的选项包括了G力、加速时间、空燃比、缸盖温度和油温。所有的车型都配置了SelectShift6前速自动变速箱，该变速箱能让驾驶者自行选择并保持齿轮以及手动换挡。

### 野马GT

#### 2010年
2010年的野马GT搭载了能够在2005-2009年野马看到的更有强劲版本的4.6升 V8引擎。2010年野马GT修订的V8引擎能够在每分钟6000转产生出315匹的制动马力（235千瓦）并能在每分钟4250转产生出325磅·英尺（441牛顿·米）的扭力。2010年野马GT提供了5前速手动或自动变速箱以及与之前从不变的升级V8引擎。2010年野马GT的双排气管的尺寸也增加了二分之一英寸至3.5英寸，而排气方面也注意了改进，提高了V8引擎的声音。像V6基本款一样，野马GT包含了新的弹簧刚度与减震器，以提高乘坐质量与控制。标准野马GT同时也有AdvanceTrac，虽然特别的运动模式设定中已增加了烈性驾驶模式。2010年野马GT附带了标准的18英寸轮圈，这比以前野马GT的大1英寸，而9英寸轮圈为新选择。
2010年野马GT有两种可用套件。第一个的3.73车轴套件包含了更高性能的前刹车片、更进取的3.73:1比例的后轴，以及重新校准的AdvanceTrac系统。第二个的赛道套件则包含了更高性能的前后刹车片、稳定杆与GT500的后下控制臂、独特的冲击与支撑调整、倍耐力夏季轮胎（包含了自动升级的19英寸轮圈）、3.73:1碳板后轴的差速器、以及重新校准的AdvanceTrac系统。

#### 2011至2012年
从2010年尾开始（2011年款），野马GT的引擎为全铝32阀门5.0升 双顶置凸轮轴V8引擎，代号“郊狼”。2011年野马GT标志着福特生产的引擎的首次使用。尽管新的引擎排量类似于福特独创的“5.0”4.9升（302立方英寸）V8引擎，但这是一个不相关的设计，而是与4.6升 V8和其他取代的模块化引擎共享更多的共同点。新的5.0版采用了像其它模块化引擎的双顶置凸轮轴设计，甚至还与即将弃用的4.6升 V8共用了同样的孔间距和平台的高度。与早期模块化引擎不一样的新引擎，是其更广泛利用的孔径（并且相对于4.6升 V8有较长的冲程），让此引擎使用较大的阀门和凸轮轴扭矩驱动的双独立可变凸轮正（Ti-VCT）。这种更先进的设计约430磅（195公斤）重，比野马GT以前的4.6升 V8重多了10磅（5公斤）。新引擎的转速红线提升至了每分钟7000转。使用特级，91辛烷值或更好的汽油，新的5.0升 V8能在每分钟6500转产生出412匹马力（307千瓦）并在每分钟4250转产生出390磅·英尺（529牛顿·米）的扭力。而若使用普通级汽油马力则会下降到402匹（300千瓦），扭力377磅·英尺（511牛顿·米）。
新的5.0版采用了活塞冷却喷油嘴，有助于引擎转速加温更快，保持引擎在运转负荷下能够冷却。5.0版使用了赛车风格的管盖以取代标准的铸铁盖。冷却液和机油的流动模式在高侧向力时下，进行了适当的优化流动。
2011年的野马GT也使用了新的变速器。这两种变速器都提供了与野马V6一样设计的重型版本：格特拉克/福特的MT82 6前速手排和福特的6R80 6前速自排。6前速手排使用了3.31:1比例的后轴，而6前速自排则使用了较高的3.15:1比例的后轴。配合了新的高效V8引擎，新的两种6前速变速器在2011年的野马GT中比2010年的车型更促进了燃油经济性。根据美国国家环境保护局认证，手排车型在城市路况达到17 mi/US gal（14 L/100 km；20 mi/imp gal）以及在高速路况能达到26 mi/US gal（9.0 L/100 km；31 mi/imp gal），而自排车型在城市路况能达到18 mi/US gal（13 L/100 km；22 mi/imp gal）以及在高速路况达到25 mi/US gal（9.4 L/100 km；30 mi/imp gal）。
2011年的野马GT取得了野马V6所有的非动力系统相关的升级。另外新野马GT的特色包括：取代了以前“GT”徽章的“5.0”挡泥板徽章、取自GT500的可选Brembo刹车片套件（采用14英寸Brembo前刹车片）、独特的19英寸轮圈与倍耐力P-Zero的超高性能夏季轮胎、包括“运动”模式的独特校准的Advanced Track稳定系统，以及在悬挂方面的增强，如更硬的弹簧（稍比老大302与谢尔比GT500进取，但却比普通的GT车型更进取较多）与其他各种悬挂的改进。敞篷版的野马GT也采用了前支撑杆、更硬的横向构件，以及相比与2010年野马GT敞篷车，结构刚度增加了12％。所有2011年的野马GT都使用了19英寸的轮圈（配置了Brembo刹车片，加利福尼亚特别版的轮圈等等）。
2012年车型的中间加入了高后部头靠以作为挥鞭样保护，以及在无后座乘客的情况下向下折叠功能的可见性。2011年野马GT的在车尾的改变比2010年也略有更好的空气动力。

#### ‘High Gear’概念车（2012年）
由福特的Jennifer Seely基于2013年的野马GT所设计的概念车。这辆概念车的设计灵感来源于如珠宝、女装成衣以及建筑学的国际产品类别。概念车包含了玫瑰金色镀铬的外观与内饰；缎面黑色机身；真皮包裹的内饰装潢与绗缝绒面座椅。在修改方面，被修改的地方包括引擎、底盘系统、传动系统，以及音响系统。这辆概念车于2012年的SEMA展出。

#### 2013年
2013年的车型变化包括了标准的“涂黑”尾灯与类似于谢尔比GT500风格的前脸。野马GT还包含了安装在水箱罩的LED雾灯和安装在引擎盖两侧的功能热抽出器。野马GT的引擎多获得了8匹马力（6千瓦），共420匹。
手排的野马GT轿跑车提供了新的赛道套件。GT赛道套件包含了完整的Brembo刹车套件、3.73:1比例的托森螺旋切口限滑差速器、老大302的铝制散热器与机油冷却器，以及许多变化的悬挂。
Recaro运动座椅选装件也增加到了GT轿跑车上。

#### 美国空军雷鸟版2014款野马GT（2013年）
这辆特别版野马GT是纪念美国空军雷鸟60周年版本的2014年福特野马GT轿跑车（VIN0001），使用了白色配红色和蓝色点缀的车身、美国空军的标记和标志、宽体车身的修改、Creations n' Chrome仿效F-16雷鸟外观手工制作的镀涂腹盘、TS Designs设计的前后宽车身元素、Forgiato定制的22英寸轮圈、修改后的导航画面、仪表组合、后座的去除、绣缝了雷鸟元素的Recaro座椅、独特的窗台板和踏板灯、福特赛车的机械增压器、悬挂处理套件，以及Brembo刹车片。
这辆特别版野马于2013年老鹰慈善活动聚会的实验飞机协会（EAA）空中冒险奥什科什活动中出售。这辆车被来及加州圣地亚哥的James Slattery以398000美金买下。

### 野马老大302
福特于2012年复兴了老大302的标示牌。老大302使用了升级了进气系统的011款福特野马GT的5.0升 V8引擎、锻造旋转组件、数控移植头、修改后的凸轮轴和取自302R赛车的“runners in the box”高流量进气口。老大302的引擎能产生出444匹马力——比标准野马GT的412匹马力（307千瓦）多出32匹马力（24千瓦）。与标准的GT引擎相比，老大302在峰值丧失约10磅·英尺的扭力。其额定功率为380磅·英尺（515牛顿·米），并配置了6前速MT-82手动变速箱。老大302采用了3.73后轴的碳纤维板材限滑差速器或托森式限滑差速器。而其四排气系统则由两个标准野马GT排气头和在后交叉两侧起来的两个侧管道出口组成。侧排气管通过一组金属的“衰减”碟片排气以产生出一个额外的咆哮排气声。该碟片是可移动的并包含了一个排气排放阀与配售后尺寸相匹的隔板。
老大302采用了野马GT的悬挂系统，并增加了更高速率的螺旋弹簧、更硬的套管，以及较大直径的后防倾杆。302的前车身降低了11毫米（0.4英寸）且后部仅有1毫米以呈现出更倾斜的车身，这些设计皆出自旧版302。302的减震调整可由平头螺丝刀在减震塔所调整。标准野马的牵引力和稳定性控制程序已为302而改成一个新的运动模式设计，以便在赛道上有更多的灵活性。
老大302的空气动力套件几乎完全复制于302R赛车。老大302使用了黑色合金赛车轮圈，前轮为19英寸而后轮为9.5英寸并配备了倍耐力P-Zero轮胎。

#### 老大302拉古纳塞卡版本

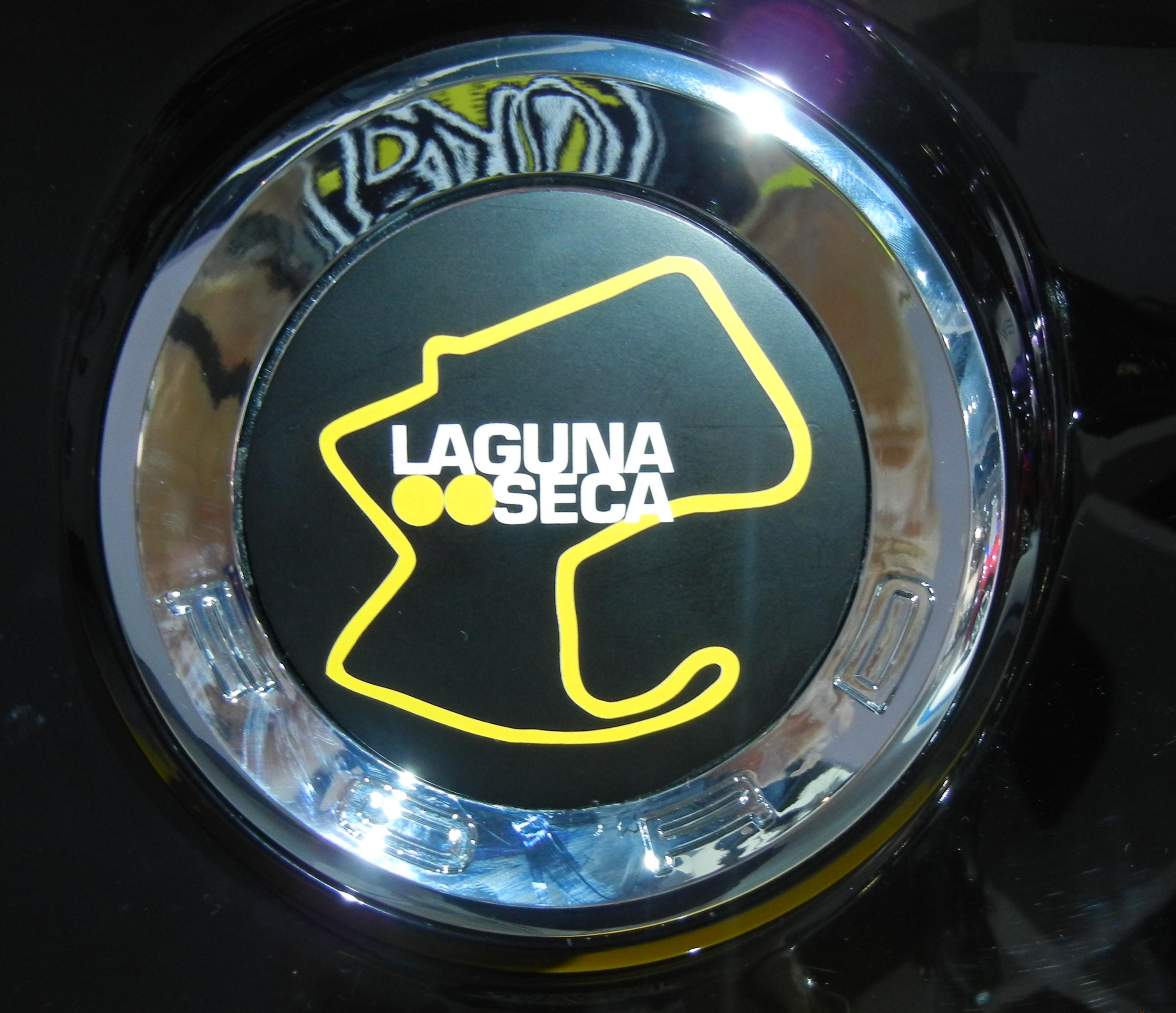
拉古纳塞卡版本的后徽章印有拉古纳塞卡赛道的地图

老大302拉古纳塞卡为老大302进一步的升级版。其中附加了Recaro运动座椅、托森式限滑差速器（都是在标准的302中的可选项目）、具有独特弹簧和减震率的悬吊调校，以及更大的后防倾杆。拉古纳塞卡的车型去除了后座椅，由交叉车X护具代替以增加多大约10%的结构刚度。拉古纳塞卡加载了前部19X9英寸，后部19X10英寸的轻质合金轮圈配R-化合物的超高性能轮胎。拉古纳塞卡的福特赛车前刹车导管能够帮助冷却刹车器。
2012年的拉古纳塞卡有两种颜色选择——黑色或硅锭银配红色车顶和红色色调。而2013年的车型颜色选择则是校车黄色和黑色，两种颜色都具有反光亚光的银色条纹。该车型的更进取的前导流板与较大的后扰流板能够在高速赛道使用中增加下压力。这两年中，每年只有750辆拉古纳塞卡生产（总计1500辆）。
限量版拉古纳塞卡的设计为普通302与302R赛车之间的缩小差距。

### 谢尔比GT500

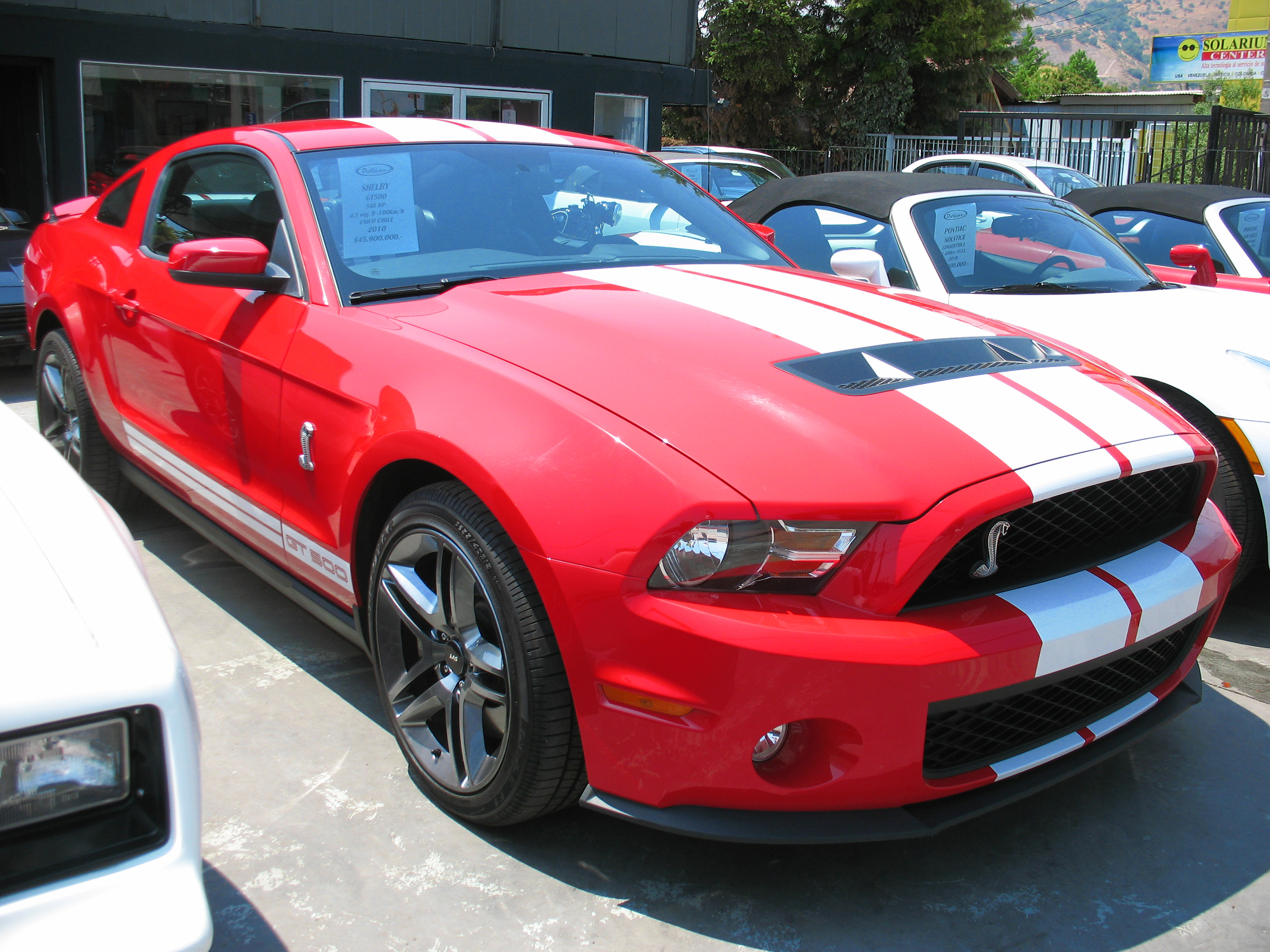
2010年的谢尔比GT500

福特于2009年1月1日2010年通过一个新闻发布会透露了谢尔比GT500，过后于2009年的底特律车展公开亮相。新谢尔比GT500的基本设计特点都和野马与野马GT相同。GT500也获得了和2010款野马与野马GT一样的外观和内饰更新。GT500配置了较大上下水箱罩的新前脸、独特的引擎盖、安装在下前脸的大雾灯、位在水箱罩的谢尔比标志的眼镜蛇徽章、前挡泥板、行李厢盖徽章（谢尔比字样的徽章）、19英寸的车轮（敞篷车型为18英寸），以及古奈后扰流板。在GT500里面，GT500获得了眼镜蛇盘的方向盘、球形排挡杆，以及绣了眼镜蛇的座椅。
在机械上，2010年的GT500仍然与2007-2009年的GT500有着密切关系，但2010年GT500的升级特点都类似于2008年的GT500KR。GT500的机械增压5.4升 双顶置凸轮轴V8引擎的锥形冷进气口和其它增强功能促成增加了540匹马力（400千瓦）@每分钟6200转和510磅·英尺扭力（691牛顿·米）@每分钟4500转，比2007-2009年GT500分别多出了40匹马力和30磅·英尺的扭力。2010年的GT500仍然采用Tremec TR-6060的6速手动变速箱，但已得到增强，具有较大250毫米（9.8英寸）的离合器片（相对于以前使用的215毫米（8.5英寸）离合器片）等措施来提高性能以及噪声、振动与声振粗糙度控制。另外，变速器的第五和第六齿轮传动比已分别从0.80改为0.74和从0.63改为0.50，以促进比2007-2009年GT500更高的燃油效率。更进取的新互补的变速器齿轮比3.55:1比例后轴取代了以前使用的3.31:1比例后轴。根据Inside Linei driver可以预计新的2010年GT500从0-60加速预计需4.3秒。其它方面，GT500的铝制引擎盖除了和野马V6与野马GT又不同的风格外，还增加了助于冷却引擎的抽气机。至于各种空气动力升级，如前脸的设计和上述的古奈后扰流板，有助于增加向下作用力和阻力的减小系数。GT500KR的改进悬吊被用在了2010年的GT500，以提高操控性，具体而言，其提供更好的侧倾控制。2010年的GT500配备了福特的AdvanceTrac牵引力与电子稳定程序系统，其使用了不同的设置标准，以让驾驶员得到希望的控制性能高低。
2010年谢尔比GT500发行于2009年秋天。

#### 2011-2012年
2011年，谢尔比GT500获得了显著的性能增强和其它升级。GT500最重要的升级可以说是其增压5.4升 DOHC V8引擎的全新铝制引擎汽缸体，取代了之前的铸铁汽缸体。铝制汽缸体涂覆有施加了等离子体转移丝电弧（PTWA）技术的铁和铁氧化物，是由福特与Flamespray Industries所共同开发的。该PTWA的开发者曾获得了年度最佳IPO 2009年全国发明奖。该涂层可用于替换传统的铸铁汽缸套，标志着福特是第一个采用此工艺的制造商。介于此汽缸体和重量较轻的铝制引擎汽缸体，新的汽缸体比之前的铸铁汽缸体轻了102磅，有助于降低GT500的总重量。由于采用了新的内衬涂层，其具有减少摩擦的特性，以及修改后的排气，5.4升 V8产生出的马力已经略有增加至550匹马力（410千瓦）@每分钟6200转。轻量级引擎、EPAS，和空气动力学增强的结合让2011年的GT500提高了燃料效率而免去了汽车的高油耗税。
其新的可选SVT性能套件包含了，3.73:1比例的后轴、固特异雄鹰F1超级跑车G：2轮胎、锻造铝合金的轮圈（前轮为19英寸，后轮为20英寸），以及一个更坚实的悬挂调校。
2011年的GT500还获得了和标准野马V6与野马GT一样的非动力系统升级。新特点包括了标准的HID大灯和玻璃车顶选项。

#### 2013-2014年

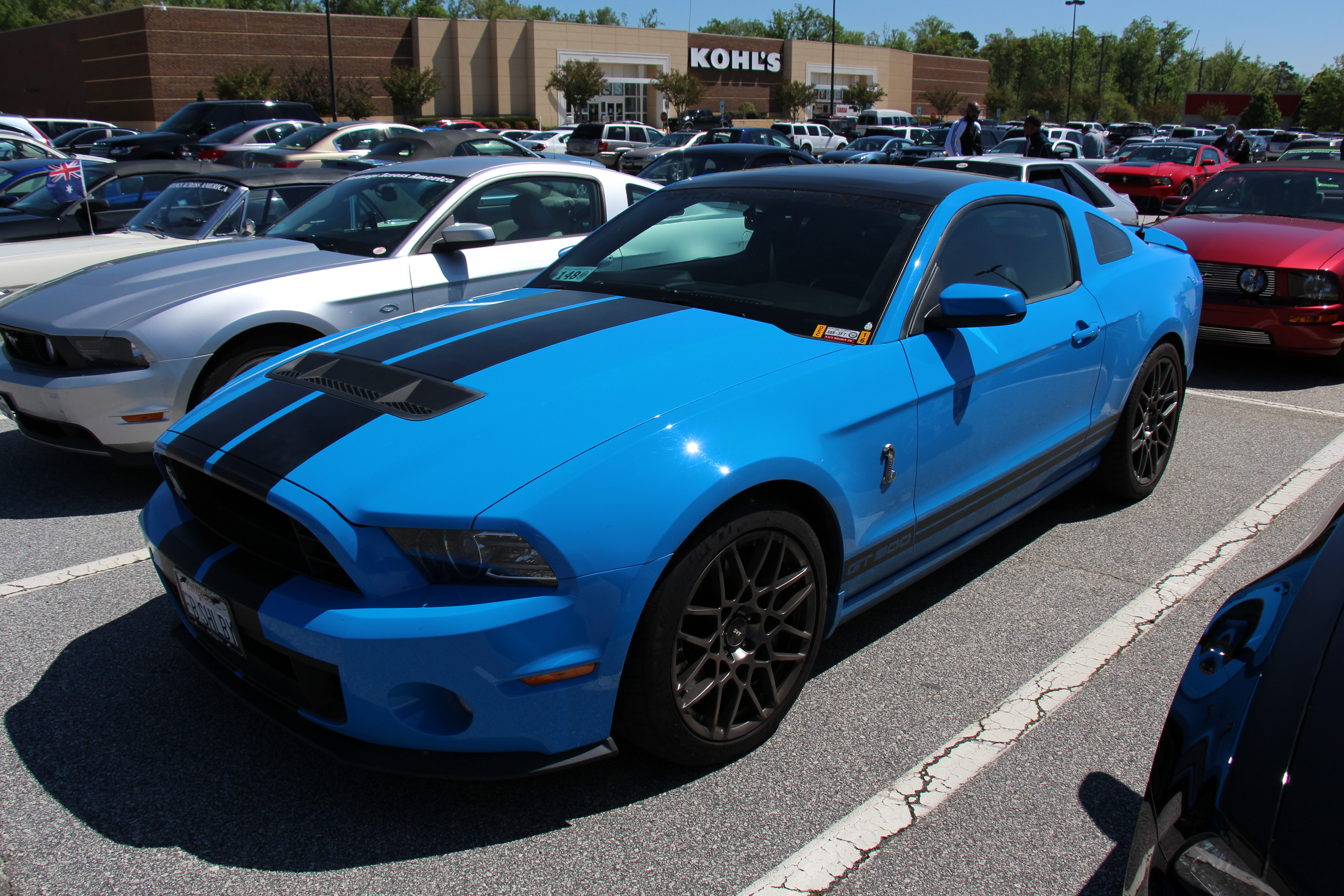
2013年的谢尔比GT500

2013年的谢尔比GT500配备662匹马力（494千瓦）、631磅·英尺的扭力（856牛顿·米），以及每小时202英里（每小时325公里）的最高速度。其配置了5.8升 三位一体的引擎。
2013年的车型获得了新的前端金属板与标准的HID前大灯，以及新的LED尾灯组件。在性能变化方面，包括了双燃油泵浦（取自于野马GT的单燃油泵浦）、较大的燃料喷射器、夹持器与较大直径的离合器、更大的引擎风扇、三排中央冷却器（之前的车型为双排）、具有内部燃油泵浦与一体式碳纤维驱动轴的强化Tremec 6060 6前速变速器。较大的Brembo六活塞卡钳前刹车片、强化的轴管和空气动力学调整能帮助该车在超过200英里的极速下保持安全。福特称，该车减少了14%的阻力，而在前端的下压力增加了66%。而且，2013年的GT500有更大的前防倾杆及重新调校的弹簧。引擎转速调节电子启动控制为2013年GT500的标准配置，如四种模式的电子稳定控制系统。
GT500的性能套件也提供了两种模式可调的Bilstein减震器和托森限滑差速器。除性能套件外，还增加了公路赛车的赛道套件，其包含了变速器冷却器、托森差速器的动冷却器，以及引擎机油冷却器。

### 配置引擎
| 车型                            | 年款        | 马力，扭力@每分钟转速                            |
| ------------------------------- | ----------- | ------------------------------------------------ |
| 野马（4.0升 V6）                | 2005-2010   | 210 hp（157 kW）@5300，240 lb·ft（325 N·m）@3500 |
| 野马（3.7升 V6）                | 2011-2014   | 305 hp（227 kW）@6500，280 lb·ft（380 N·m）@4250 |
| 野马GT（4.6升 V8）              | 2010        | 315 hp（235 kW）@6000，325 lb·ft（441 N·m）@4250 |
| 野马GT（5.0升 V8）              | 2011-2012   | 412 hp（307 kW）@6500，390 lb·ft（529 N·m）@4250 |
| 野马GT（5.0 L V8）              | 2013-2014   | 420 hp（313 kW）@6500，390 lb·ft（529 N·m）@4250 |
| 谢尔比GT500（5.4升 机械增压V8） | 2010        | 540 hp（403 kW）@6000，510 lb·ft（691 N·m）@4800 |
| 谢尔比GT500（5.4升 机械增压V8） | 2011-2012   | 550 hp（410 kW）@6200，510 lb·ft（691 N·m）@4250 |
| 谢尔比GT500（5.8升 机械增压V8） | 2013-2014   | 662 hp（494 kW）@6250，631 lb·ft（856 N·m）@4000 |
| 老大302（5.0升 V8）             | 2012-2013年 | 444 hp（331 kW）@7500，380 lb·ft（515 N·m）@4250 |

### 赛车
目前有10辆野马在倍耐力世界挑战赛的GTS系列中使用。
目前也有12辆野马在IMSA大陆轮胎跑车挑战赛的大体育等级中使用。
由Parnelli Jones所驾驶的类似Trans Am系列野马的野马已经进入了大陆挑战，该挑战是Parnelli四十周年的比赛。
NASCAR Xfinity系列自2010年7月2日起，就使用了福特野马作为Silhouette赛车。
野马也在FIA GT3和GT4锦标赛中使用。
2012年，Jack Roush使用302R赛车赢得了在代托纳周末50周年24劳力士的国际赛道的开场比赛。

## 美国的每年销售记录
| 年份 | 销售率  |
| ---- | ------- |
| 2005 | 160,975 |
| 2006 | 166,530 |
| 2007 | 134,626 |
| 2008 | 91,251  |
| 2009 | 66,623  |
| 2010 | 73,716  |
| 2011 | 70,438  |
| 2012 | 82,995  |